# Whaleboat Island Marine Park
Whaleboat Island Marine Park är en park i Kanada.   Den ligger i Cowichan Valley Regional District och provinsen British Columbia, i den sydvästra delen av landet, 3 600 km väster om huvudstaden Ottawa.
Terrängen runt Whaleboat Island Marine Park är platt. Runt Whaleboat Island Marine Park är det glesbefolkat, med 17 invånare per kvadratkilometer.. Närmaste större samhälle är Ladysmith, 12,9 km sydväst om Whaleboat Island Marine Park. 